# Автошлях М 13
Автошлях М 13 — український автомобільний шлях міжнародного значення на території України. За маршрутом повністю збігається з E584.

## Загальні відомості
Дорога була побудована як частина коридору Полтава — Бухарест загальною протяжністю 1047 км. Проектна документація була затверджена у 1959 році (Наказ Мінтрансу СРСР № 581-ІІ від 30.10.1959), будівництво розпочалось у 1964 році.
Починається від Кропивницького, проходить поблизу Помічної, Первомайська, Ананьєва, через Врадіївку, Агафіївку, Окни, закінчується на пропускному пункті Платонове на кордоні з Молдовою та далі на Кишинів. Проходить територією Кіровоградської, Миколаївської та Одеської областей. Покриття на більшій частині протяжності автодороги — бетонні плити.
Кропивницький — Платонове (на м. Кишинів) — 258,5 км.

## Стан дороги
За оцінками журналістів ЛігаБізнесІнформ автодорога М-13 входить у топ-10 найгірших доріг України. 159 км цієї автомагістралі (із загальних 258,5 км) вкриті ямами.
Дорога втратила своє стратегічне міжнародне значення через блокування самопроголошеною Придністровською Молдавською Республікою автомобільних перевезень з України у Республіку Молдова.
Поганий стан покриття, викликаний відсутністю проведення робіт з експлуатаційного утримання, та відсутність міжнародних перевезень призвели до низької інтенсивності руху на трасі.
Натомість увага надається іншій дорозі, що сполучає Молдову з Києвом в обхід сепаратистів та пролягає через Вінницю.

## Маршрут
Автошлях проходить через такі населені пункти
| Автошлях М 13          |                                                                           |
| Кіровоградська область |                                                                           |
| Кропивницький          | Проспект Університетський, вулиця Перша Виставкова E50E584М30Н14Н23Т 1221 |
| Кропивницький район    |                                                                           |
| Шевченкове             | Т 1202                                                                    |
| Новоукраїнський район  |                                                                           |
|                        | Т 2401                                                                    |
|                        | Т 1222                                                                    |
| Миколаївка             | Т 1214                                                                    |
| Перчунове              |                                                                           |
| Миколаївська область   |                                                                           |
| Первомайський район    |                                                                           |
|                        | Н24                                                                       |
| Генівка                | Р75                                                                       |
| Врадіївка              | Т 1506                                                                    |
| Одеська область        |                                                                           |
| Подільський район      |                                                                           |
|                        | E95М05                                                                    |
| Ананьїв                | Т 1623                                                                    |
|                        | Р71                                                                       |
| Качурівка              | Т 1637                                                                    |
| Дем'янівка             | Р33                                                                       |
| КПП «Платонове»        | E584 М-1 Кишинів                                                          |